# Karin Johansson (kanotist)
Karin Johansson, född den 4 oktober 1986 i Lidköping, Sverige, är en svensk kanotist.
Hon tog bland annat VM-brons i K-4 200 meter i samband med sprintvärldsmästerskapen i kanotsport 2006 i Szeged.
Johansson är Stor tjej nummer 131 på Svenska Kanotförbundets lista över mottagare för utmärkelsen Stor kanotist.